# Patrice Gueniffey
Patrice Gueniffey, né le 20 mars 1955, est un historien français.
Il est directeur d'études à l'EHESS. Il est chercheur en études napoléoniennes.

## Biographie
Docteur en histoire (1989), Patrice Gueniffey est actuellement directeur du Centre d'études sociologiques et politiques Raymond Aron (CESPRA), qui est un centre de recherche de l'École des hautes études en sciences sociales (EHESS) et du CNRS.
Disciple de François Furet, présenté par l'historien André Larané comme « l’un des meilleurs connaisseurs contemporains » de la Révolution et de l'Empire, il est notamment connu pour avoir publié une « monumentale » biographie de Napoléon,,,,. Selon lui, « notre époque ne connaît plus d’hommes providentiels. »

## Publications

### Ouvrages
- Le Nombre et la Raison : la Révolution française et les élections (préf. François Furet), Paris, Éditions de l'École des hautes études en sciences sociales, coll. « Recherches d'histoire et de sciences sociales » (no 58), 1993, XI-559 p. (ISBN 2-7132-1007-0, présentation en ligne), compte rendu de Melvin Edelstein[10] ; rééd. Cerf, 2020
- La Politique de la Terreur : essai sur la violence révolutionnaire (1789-1794), Paris, Fayard 2000, réédition Gallimard, coll. « Tel », numéro 323, 2003, 376 p. (ISBN 2-213-60575-0 et 2-07-076727-2, présentation en ligne), compte rendu de lecture de Claude Mazauric[11]
- Le Dix-huit brumaire (9 novembre 1799) : L'épilogue de la Révolution française, Paris, Gallimard, coll. « Les journées qui ont fait la France », 2008, 422 p. (ISBN 978-2-07-211397-0, présentation en ligne)
- Histoires de la Révolution et de l'Empire, Paris, Perrin, coll. « Tempus » (no 383), 2011, 744 p. (ISBN 978-2-262-03333-0, présentation en ligne)
- Bonaparte (1769-1802), Paris, Gallimard, 2013, 1120 p. (ISBN 978-2-07-268425-8, présentation en ligne)
- Napoléon et de Gaulle. Deux héros français, Paris, Perrin, 2017, 413 p. (ISBN 978-2-262-06486-0, présentation en ligne)Prix Montaigne 2017[12].

### Direction d'ouvrages collectifs
- Les Derniers Jours des rois, Paris, Perrin/Le Figaro Histoire, 2014
- avec Pierre Branda, 1814. La campagne de France, Perrin, 380 p., 2016
- avec Thierry Lentz, La Fin des Empires, Paris, Perrin, 2016
- avec Lorraine de Meaux, Couples illustres de l'histoire de France, Perrin/Le Figaro Histoire, 2017
- avec François-Guillaume Lorrain, Les Grandes Décisions de l'histoire de France, Perrin/Le Point, 408 p., 2018
- avec François-Guillaume Lorrain, Révolutions françaises, du Moyen Âge à nos jours, Perrin/Le Point, 356 p., 2020

### Contributions
- Le Journal de la France et des Français, chronologie politique, culturelle et religieuse de Clovis à 2000 (collectif), Paris, Gallimard, coll. « Quarto », 2 volumes, 2001
- « Censitaire», « Capacitaire », « Première République », « Révolution française », in Pascal Perrineau et Dominique Reynié (dir.), Dictionnaire du vote, Paris, PUF, 2001
- « La Ire République », « La démocratie », « Condorcet », in Vincent Duclert et Christophe Prochasson (dir.), Dictionnaire critique de la République, Paris, Flammarion, 2002
- « La Terreur », in Jean-Pierre Poussou (dir.), Le Bouleversement de l’ordre du monde. Révoltes et révolutions en Europe et aux Amériques à la fin du XVIIIe siècle, Paris, SEDES, p. 225-252, 2004

### Préfaces
- Loris Chavanette (éd.), Waterloo. Acteurs, historiens, écrivains (préface : p. 7-24), Paris, Gallimard, coll. « Folio classique », 896 p., 2015, [présentation en ligne]
- Napoléon, Entre l'éternité, l'océan et la nuit - Correspondance; Robert Laffont, coll. "Bouquins"  (ISBN 9782221188903)
- Loris Chavanette, Quatre-vingt-quinze : la Terreur en procès, Paris, CNRS Éditions, 2017, 397 p. (ISBN 978-2-271-09001-0, présentation en ligne), p. 11-17
- Augustin Cochin, La Machine révolutionnaire - Œuvres, Tallandier, 640 p., 2018
- « Jacques Bainville historien », préface à Jacques Bainville, Napoléon, Paris, Gallimard, coll. « Tel », p. I-LXIX, 2005

### Articles
- « La biographie et le renouvellement de l'histoire politique », Aetas (Budapest), p. 136-149, 2000/3
- « La difficile invention du vote. L’expérience révolutionnaire du suffrage et ses apories », Le Débat, n° 116, p. 17-31, septembre-octobre 2001
- « Généalogie du terrorisme contemporain », Le Débat, n° 126, p. 157-173, septembre-octobre 2003
- « La Terreur : circonstances exceptionnelles, idéologie et dynamique révolutionnaire », Historical Reflections, volume 29, n° 3, p. 433-450, 2003
- (es) « La voluntad en la historia », Istor, n° 17, p. 3-20, 2004

## Télévision
Il participe ponctuellement à l'émission Secrets d'Histoire, présentée par Stéphane Bern, et notamment sur les épisodes suivants :
- Louis XVI, l'inconnu de Versailles[13], 2015
- Comment devient-on Napoléon ?[14], 2015